# Lista siturilor arheologice din județul Cluj - M
Lista siturilor arheologice din județul Cluj - M conține toate siturile arheologice din județul Cluj înscrise în Repertoriul Arheologic Național (RAN) și aflate în localități al căror nume începe cu litera M. RAN este administrat de Ministerul Culturii și Patrimoniului Național și cuprinde date științifice, cartografice, topografice, imagini și planuri, precum și orice alte informații privitoare la zonele cu potențial arheologic, studiate sau nu, încă existente sau dispărute.
Puteți căuta un sit din localitățile care încep cu litera M folosind formularul de mai jos sau puteți naviga prin toate siturile din județ la Lista siturilor arheologice din județul Cluj.
| Cod RAN                                  | Denumire | Localitate                                | Adresă                                    | Datare              | Descoperit | Coordonate                                      | Imagine           | Erori            |
| ---------------------------------------- | --- | ----------------------------------------- | ----------------------------------------- | ------------------- | ---------- | ----------------------------------------------- | ----------------- | ---------------- |
| 57029.01.01 (Cod LMI: CJ-I-m-A-07096.03) | Situl arheologic de la Măcicașu - "Dealul Horhiș" / ansamblu anonim (Categorie: locuire civilă) (Tip: Așezare fortificată)                  | sat Măcicașu, comuna Chinteni             | Dealul Horhiș                             | Tiszapolgár         |            | 46°53′28″N 23°33′37″E / 46.89108°N 23.5602°E    | Încărcați imagine | Raportați eroare |
| 57029.01.02 (Cod LMI: CJ-I-m-A-07096.02) | Situl arheologic de la Măcicașu - "Dealul Horhiș" / ansamblu anonim (Categorie: locuire civilă) (Tip: Așezare)                              | sat Măcicașu, comuna Chinteni             | Dealul Horhiș                             |                     |            | 46°53′28″N 23°33′37″E / 46.89108°N 23.5602°E    | Încărcați imagine | Raportați eroare |
| 57029.01.03 (Cod LMI: CJ-I-m-A-07096.01) | Situl arheologic de la Măcicașu - "Dealul Horhiș" / ansamblu anonim (Categorie: locuire civilă) (Tip: Așezare)                              | sat Măcicașu, comuna Chinteni             | Dealul Horhiș                             |                     |            | 46°53′28″N 23°33′37″E / 46.89108°N 23.5602°E    | Încărcați imagine | Raportați eroare |
| 57029.02.01 (Cod LMI: CJ-I-s-B-07097)    | Așezarea hallstattiană de la Măcicașu / ansamblu anonim (Categorie: locuire civilă) (Tip: Așezare)                                          | sat Măcicașu, comuna Chinteni             |                                           |                     |            | 46°53′27″N 23°33′50″E / 46.89087°N 23.56392°E   | Încărcați imagine | Raportați eroare |
| 57029.03.01 (Cod LMI: CJ-I-s-B-07098)    | Așezarea Coțofeni de la Măcicașu / ansamblu anonim (Categorie: locuire civilă) (Tip: Așezare)                                               | sat Măcicașu, comuna Chinteni             |                                           | Coțofeni            |            |                                                 | Încărcați imagine | Raportați eroare |
| 57029.04.01 (Cod LMI: CJ-I-s-B-07099)    | Tumulii de la Măcicașu - "Pocornea" / ansamblu anonim (Categorie: descoperire funerară) (Tip: Grup de tumuli)                               | sat Măcicașu, comuna Chinteni             | Pocornea                                  |                     |            |                                                 | Încărcați imagine | Raportați eroare |
| 58400.01.01 (Cod LMI: CJ-I-s-B-07100)    | Ruinele medievale de la Mănăstireni - "Căpâlna" / ansamblu anonim (Categorie: neprecizată) (Tip: Așezare)                                   | sat Mânăstireni, comuna Mănăstireni       | Căpâlna                                   |                     |            | 46°46′55″N 23°05′37″E / 46.78208°N 23.09362°E   | Încărcați imagine | Raportați eroare |
| 59808.01.01 (Cod LMI: CJ-I-s-B-07101)    | Tumulii de la Mărtinești / ansamblu anonim (Categorie: descoperire funerară) (Tip: Grup de tumuli)                                          | sat Mărtinești, comuna Tureni             |                                           |                     |            |                                                 | Încărcați imagine | Raportați eroare |
| 59808.02.01 (Cod LMI: CJ-I-m-B-07102.03) | Situl arheologic de la Mărtinești - "Dealul Bisericii" / ansamblu anonim (Categorie: locuire civilă) (Tip: Locuire)                         | sat Mărtinești, comuna Tureni             | Dealul Bisericii                          |                     |            | 46°39′29″N 23°40′39″E / 46.65799°N 23.67761°E   | Încărcați imagine | Raportați eroare |
| 59808.02.02 (Cod LMI: CJ-I-m-B-07102.02) | Situl arheologic de la Mărtinești - "Dealul Bisericii" / ansamblu anonim (Categorie: locuire civilă) (Tip: Așezare)                         | sat Mărtinești, comuna Tureni             | Dealul Bisericii                          |                     |            | 46°39′29″N 23°40′39″E / 46.65799°N 23.67761°E   | Încărcați imagine | Raportați eroare |
| 59808.02.03 (Cod LMI: CJ-I-s-B-07102)    | Situl arheologic de la Mărtinești - "Dealul Bisericii" / ansamblu anonim (Categorie: locuire civilă) (Tip: Locuire)                         | sat Mărtinești, comuna Tureni             | Dealul Bisericii                          |                     |            | 46°39′29″N 23°40′39″E / 46.65799°N 23.67761°E   | Încărcați imagine | Raportați eroare |
| 59808.02.04 (Cod LMI: CJ-I-m-B-07102.01) | Situl arheologic de la Mărtinești - "Dealul Bisericii" / ansamblu anonim (Categorie: locuire civilă) (Tip: Locuire)                         | sat Mărtinești, comuna Tureni             | Dealul Bisericii                          |                     |            | 46°39′29″N 23°40′39″E / 46.65799°N 23.67761°E   | Încărcați imagine | Raportați eroare |
| 55865.01.01 (Cod LMI: CJ-I-m-B-07103.03) | Situl arheologic de la Mera - "Dealul Cetății" / ansamblu anonim (Categorie: locuire civilă) (Tip: Așezare)                                 | sat Mera, comuna Baciu                    | Dealul Cetății                            |                     |            | 46°49′13″N 23°27′31″E / 46.8203°N 23.45868°E    | Încărcați imagine | Raportați eroare |
| 55865.01.02 (Cod LMI: CJ-I-m-B-07103.02) | Situl arheologic de la Mera - "Dealul Cetății" / ansamblu anonim (Categorie: locuire civilă) (Tip: Cetate)                                  | sat Mera, comuna Baciu                    | Dealul Cetății                            |                     |            | 46°49′13″N 23°27′31″E / 46.8203°N 23.45868°E    | Încărcați imagine | Raportați eroare |
| 55865.01.03 (Cod LMI: CJ-I-m-B-07103.01) | Situl arheologic de la Mera - "Dealul Cetății" / ansamblu anonim (Categorie: locuire civilă) (Tip: Așezare)                                 | sat Mera, comuna Baciu                    | Dealul Cetății                            | sec. II - III d.Hr. |            | 46°49′13″N 23°27′31″E / 46.8203°N 23.45868°E    | Încărcați imagine | Raportați eroare |
| 55865.02.01 (Cod LMI: CJ-I-s-B-07104)    | Situl arheologic de la Mera - "Piatra comorii", "Bucătăria" / ansamblu anonim (Categorie: locuire) (Tip: Locuire)                           | sat Mera, comuna Baciu                    | Piatra comorii, Bucătăria                 |                     |            | 46°49′50″N 23°26′28″E / 46.83042°N 23.44103°E   | Încărcați imagine | Raportați eroare |
| 55865.02.02 (Cod LMI: CJ-I-m-B-07104.01) | Situl arheologic de la Mera - "Piatra comorii", "Bucătăria" / ansamblu anonim (Categorie: locuire) (Tip: Așezare)                           | sat Mera, comuna Baciu                    | Piatra comorii, Bucătăria                 |                     |            | 46°49′50″N 23°26′28″E / 46.83042°N 23.44103°E   | Încărcați imagine | Raportați eroare |
| 59817.01.01 (Cod LMI: CJ-I-m-B-07105.04) | Situl arheologic de la Micești - "Valea Micușului" / ansamblu anonim (Categorie: locuire) (Tip: Așezare)                                    | sat Micești, comuna Tureni                | Valea Micușului                           |                     |            | 46°40′05″N 23°36′09″E / 46.66814°N 23.60243°E   | Încărcați imagine | Raportați eroare |
| 59817.01.02 (Cod LMI: CJ-I-m-B-07105.03) | Situl arheologic de la Micești - "Valea Micușului" / ansamblu anonim (Categorie: locuire) (Tip: Locuire)                                    | sat Micești, comuna Tureni                | Valea Micușului                           |                     |            | 46°40′05″N 23°36′09″E / 46.66814°N 23.60243°E   | Încărcați imagine | Raportați eroare |
| 59817.01.03 (Cod LMI: CJ-I-m-B-07105.01) | Situl arheologic de la Micești - "Valea Micușului" / ansamblu anonim (Categorie: locuire) (Tip: Așezare)                                    | sat Micești, comuna Tureni                | Valea Micușului                           |                     |            | 46°40′05″N 23°36′09″E / 46.66814°N 23.60243°E   | Încărcați imagine | Raportați eroare |
| 59817.01.04 (Cod LMI: CJ-I-m-B-07105.02) | Situl arheologic de la Micești - "Valea Micușului" / ansamblu anonim (Categorie: locuire) (Tip: Necropolă)                                  | sat Micești, comuna Tureni                | Valea Micușului                           |                     |            | 46°40′05″N 23°36′09″E / 46.66814°N 23.60243°E   | Încărcați imagine | Raportați eroare |
| 59817.02.01                              | Fortificația de pământ de la Micești / ansamblu anonim (Categorie: fortificație) (Tip: Fortificație de pământ)                              | sat Micești, comuna Tureni                |                                           |                     |            |                                                 | Încărcați imagine | Raportați eroare |
| 55286.01.01 (Cod LMI: CJ-I-s-B-07107)    | Ruine din epoca romană de la Mihai Viteazu - "Coborâre" / ansamblu anonim (Categorie: neprecizată) (Tip: neprecizat)                        | sat Mihai Viteazu, comuna Mihai Viteazu   | Coborâre                                  |                     |            |                                                 | Încărcați imagine | Raportați eroare |
| 55286.02.01 (Cod LMI: CJ-I-m-A-07108.01) | Situl arheologic din epoca romană de la Mihai Viteazu - "Valea Sândului" / ansamblu anonim (Categorie: locuire) (Tip: Necropolă)            | sat Mihai Viteazu, comuna Mihai Viteazu   | Valea Sândului                            | sec. II - III d.Hr. |            | 46°32′48″N 23°43′53″E / 46.54667°N 23.73139°E   | Încărcați imagine | Raportați eroare |
| 55286.02.02 (Cod LMI: CJ-I-m-A-07108.02) | Situl arheologic din epoca romană de la Mihai Viteazu - "Valea Sândului" / ansamblu anonim (Categorie: locuire) (Tip: Necropolă)            | sat Mihai Viteazu, comuna Mihai Viteazu   | Valea Sândului                            |                     |            | 46°32′48″N 23°43′53″E / 46.54667°N 23.73139°E   | Încărcați imagine | Raportați eroare |
| 55286.03.01 (Cod LMI: CJ-I-s-B-07109)    | Așezarea romană de la Mihai Viteazu - Fântâna "Șai" / ansamblu anonim (Categorie: locuire civilă) (Tip: Locuire)                            | sat Mihai Viteazu, comuna Mihai Viteazu   | Fântâna Șai                               |                     |            |                                                 | Încărcați imagine | Raportați eroare |
| 55286.05.01 (Cod LMI: CJ-I-s-B-07111)    | Tumulii de la Mihai Viteazu / ansamblu anonim (Categorie: descoperire funerară) (Tip: Grup de tumuli)                                       | sat Mihai Viteazu, comuna Mihai Viteazu   |                                           |                     |            |                                                 | Încărcați imagine | Raportați eroare |
| 55286.06.01 (Cod LMI: CJ-I-m-B-07112.02) | Situl arheologic de la Mihai Viteazu - "Drumul văii" / ansamblu anonim (Categorie: locuire) (Tip: Grup de tumuli)                           | sat Mihai Viteazu, comuna Mihai Viteazu   | Drumul văii                               |                     |            |                                                 | Încărcați imagine | Raportați eroare |
| 55286.06.02 (Cod LMI: CJ-I-m-B-07112.01) | Situl arheologic de la Mihai Viteazu - "Drumul văii" / ansamblu anonim (Categorie: locuire) (Tip: Așezare)                                  | sat Mihai Viteazu, comuna Mihai Viteazu   | Drumul văii                               | Coțofeni            |            |                                                 | Încărcați imagine | Raportați eroare |
| 55286.07.01 (Cod LMI: CJ-I-s-B-07113)    | Tumulii de la Mihai Viteazu - "Izvorul Sălciu" / ansamblu anonim (Categorie: descoperire funerară) (Tip: Grup de tumuli)                    | sat Mihai Viteazu, comuna Mihai Viteazu   | Izvorul Sălciu                            |                     |            | 46°33′07″N 23°45′43″E / 46.55193°N 23.76183°E   | Încărcați imagine | Raportați eroare |
| 58561.01.01 (Cod LMI: CJ-I-m-A-07114.02) | Așezarea preistorică de la Mintiu Gherlii - Dealul Coper / ansamblu anonim (Categorie: locuire civilă) (Tip: Așezare)                       | sat Mintiu Gherlii, comuna Mintiu Gherlii | Dealul Coper                              |                     | 1976       | 47°01′58″N 23°56′43″E / 47.03269°N 23.94516°E   | Încărcați imagine | Raportați eroare |
| 58561.01.02 (Cod LMI: CJ-I-m-A-07114.01) | Așezarea preistorică de la Mintiu Gherlii - Dealul Coper / ansamblu anonim (Categorie: locuire civilă) (Tip: Așezare)                       | sat Mintiu Gherlii, comuna Mintiu Gherlii | Dealul Coper                              |                     | 1976       | 47°01′58″N 23°56′43″E / 47.03269°N 23.94516°E   | Încărcați imagine | Raportați eroare |
| 58561.02.01 (Cod LMI: CJ-I-s-A-07115)    | Tumuli de la Mintiu Gherlii - "Mănăstire" / ansamblu anonim (Categorie: descoperire funerară) (Tip: Grup de tumuli)                         | sat Mintiu Gherlii, comuna Mintiu Gherlii | Mănăstire                                 |                     |            | 47°01′33″N 23°57′40″E / 47.02575°N 23.96109°E   | Încărcați imagine | Raportați eroare |
| 58632.01.01 (Cod LMI: CJ-I-s-B-07116)    | Așezarea neolitică de la Mociu / ansamblu anonim (Categorie: locuire civilă) (Tip: Așezare)                                                 | sat Mociu, comuna Mociu                   |                                           | Iclod               |            | 46°47′53″N 24°02′44″E / 46.79799°N 24.04553°E   | Încărcați imagine | Raportați eroare |
| 58632.01 .02 (Cod LMI: CJ-I-s-B-07116)   | Așezarea neolitică de la Mociu / ansamblu anonim (Categorie: locuire civilă) (Tip: Așezare)                                                 | sat Mociu, comuna Mociu                   |                                           | Bodrogkeresztur     |            | 46°47′53″N 24°02′44″E / 46.79799°N 24.04553°E   | Încărcați imagine | Raportați eroare |
| 58632.02.01 (Cod LMI: CJ-I-s-B-07117)    | Așezarea Latene de la Mociu - "Ocoliș" / ansamblu anonim (Categorie: locuire civilă) (Tip: Așezare)                                         | sat Mociu, comuna Mociu                   | Ocoliș                                    | geto-dacică         |            | 46°48′39″N 24°02′56″E / 46.81092°N 24.04875°E   | Încărcați imagine | Raportați eroare |
| 58730.01.01 (Cod LMI: CJ-I-s-A-07118)    | Situl arheologic de la Moldovenești - "Dealul Cetății" / ansamblu anonim (Categorie: locuire) (Tip: Așezare)                                | sat Moldovenești, comuna Moldovenești     | Dealul Cetății                            |                     |            | 46°30′13″N 23°39′17″E / 46.50351°N 23.65471°E   | Încărcați imagine | Raportați eroare |
| 58730.01.02 (Cod LMI: CJ-I-m-A-07118.01) | Situl arheologic de la Moldovenești - "Dealul Cetății" / ansamblu anonim (Categorie: locuire) (Tip: Fortificație)                           | sat Moldovenești, comuna Moldovenești     | Dealul Cetății                            | sec. X-XI           |            | 46°30′13″N 23°39′17″E / 46.50351°N 23.65471°E   | Încărcați imagine | Raportați eroare |
| 58730.01.03 (Cod LMI: CJ-I-s-A-07118)    | Situl arheologic de la Moldovenești - "Dealul Cetății" / ansamblu anonim (Categorie: locuire) (Tip: Așezare)                                | sat Moldovenești, comuna Moldovenești     | Dealul Cetății                            |                     |            | 46°30′13″N 23°39′17″E / 46.50351°N 23.65471°E   | Încărcați imagine | Raportați eroare |
| 58730.02.01 (Cod LMI: CJ-I-s-B-07119)    | Așezarea preistorică de la Moldovenești - "Șanțul Păgânilor" / ansamblu anonim (Categorie: locuire civilă) (Tip: Locuire)                   | sat Moldovenești, comuna Moldovenești     | Șanțul Păgânilor                          | Starčevo - Criș     |            | 46°29′48″N 23°39′02″E / 46.4966°N 23.65058°E    | Încărcați imagine | Raportați eroare |
| 58730.03.01 (Cod LMI: CJ-I-s-B-07120)    | Necropola medievală de la Moldovenești / ansamblu anonim (Categorie: descoperire funerară) (Tip: Necropolă)                                 | sat Moldovenești, comuna Moldovenești     |                                           |                     | 1951       |                                                 | Încărcați imagine | Raportați eroare |
| 57332.01.01 (Cod LMI: CJ-I-s-B-07122)    | Turnul roman de la Muncel - "Muchia Poienii Lupului" / ansamblu anonim (Categorie: fortificație) (Tip: Așezare fortificată)                 | sat Muncel, comuna Câțcău                 | Muchia Poienii Lupului, Muncelul Sălișcăi |                     |            |                                                 | Încărcați imagine | Raportați eroare |
| 58829.01.01 (Cod LMI: CJ-I-s-B-07123)    | Așezarea romană de la Mureșenii de Câmpie - "Deasupra bisericii" / ansamblu anonim (Categorie: locuire civilă) (Tip: Așezare)               | sat Mureșenii de Câmpie, comuna Pălatca   | Deasupra bisericii                        |                     |            |                                                 | Încărcați imagine | Raportați eroare |
| 58730.04.01 (Cod LMI: CJ-I-s-B-07121)    | Așezarea Latene de la Moldovenești / ansamblu anonim (Categorie: locuire civilă) (Tip: Așezare)                                             | sat Moldovenești, comuna Moldovenești     |                                           |                     |            |                                                 | Încărcați imagine | Raportați eroare |
| 58561.03.01                              | Așezarea Wietenberg de la Mintiu Gherlii - "Ciulenaș" / ansamblu anonim (Categorie: locuire civilă) (Tip: Așezare)                          | sat Mintiu Gherlii, comuna Mintiu Gherlii | Ciulenaș                                  |                     | 1966       |                                                 | Încărcați imagine | Raportați eroare |
| 58561.03.02                              | Așezarea Wietenberg de la Mintiu Gherlii - "Ciulenaș" / ansamblu anonim (Categorie: locuire civilă) (Tip: Așezare)                          | sat Mintiu Gherlii, comuna Mintiu Gherlii | Ciulenaș                                  | Wietenberg - II-III | 1966       |                                                 | Încărcați imagine | Raportați eroare |
| 55561.01.01                              | Așezarea neolitică de la Macău - "Cetatea lui Ivan" / ansamblu anonim (Categorie: locuire civilă) (Tip: Așezare)                            | sat Macău, comuna Aghireșu                | Cetatea lui Ivan                          | Petrești            |            |                                                 | Încărcați imagine | Raportați eroare |
| 59817.03.01                              | Așezarea eneolitică de la Micești - "Dealul Turzii" / ansamblu anonim (Categorie: locuire civilă) (Tip: Așezare)                            | sat Micești, comuna Tureni                | Dealul Turzii                             | Tiszapolgár         |            |                                                 | Încărcați imagine | Raportați eroare |
| 55865.03.01                              | Așezarea neolitică de la Mera - "Livadă" / ansamblu anonim (Categorie: locuire civilă) (Tip: Așezare)                                       | sat Mera, comuna Baciu                    | Livadă                                    | Iclod               |            |                                                 | Încărcați imagine | Raportați eroare |
| 55865.04.01                              | Așezările de la Mera / ansamblu anonim (Categorie: locuire civilă) (Tip: Așezare)                                                           | sat Mera, comuna Baciu                    |                                           | Tiszapolgár         |            |                                                 | Încărcați imagine | Raportați eroare |
| 55865.03.02                              | Așezările de la Mera / ansamblu anonim (Categorie: locuire civilă) (Tip: Așezare)                                                           | sat Mera, comuna Baciu                    |                                           | Starčevo - Criș     |            |                                                 | Încărcați imagine | Raportați eroare |
| 55286.08.01                              | Așezări eneolitice la Mihai Viteazu - "Cornești" / ansamblu anonim (Categorie: locuire civilă) (Tip: Așezare)                               | sat Mihai Viteazu, comuna Mihai Viteazu   | Cornești, Dealul Aranyas, Kertmege Pataky |                     |            |                                                 | Încărcați imagine | Raportați eroare |
| 58561.04.01                              | Așezarea neolitică de la Mintiu Gherlii / ansamblu anonim (Categorie: locuire civilă) (Tip: Așezare)                                        | sat Mintiu Gherlii, comuna Mintiu Gherlii |                                           | Iclod               |            |                                                 | Încărcați imagine | Raportați eroare |
| 58561.04.02                              | Așezarea neolitică de la Mintiu Gherlii / ansamblu anonim (Categorie: locuire civilă) (Tip: Așezare)                                        | sat Mintiu Gherlii, comuna Mintiu Gherlii |                                           | Precucuteni         |            |                                                 | Încărcați imagine | Raportați eroare |
| 55197.03.01 (Cod LMI: CJ-II-a-A-07704)   | Ruinele castelului Kornis de la Mânăstirea / ansamblu Ruinele castelului Kornis (Categorie: construcție) (Tip: Castel)                      | sat Mânăstirea, comuna Mica               | 160                                       | 1512                |            | 47°07′01″N 23°55′22″E / 47.11699°N 23.92273°E   | Încărcați imagine | Raportați eroare |
| 58730.05.01 (Cod LMI: CJ-II-m-B-07716)   | Castelul Josika de la Moldovenești / ansamblu Castelul Josika (Categorie: construcție) (Tip: Castel)                                        | sat Moldovenești, comuna Moldovenești     | 126                                       | sec. XVI - XIX      |            | 46°30′00″N 23°39′42″E / 46.499965°N 23.661749°E | Încărcați imagine | Raportați eroare |
| 59817.04.01 (Cod LMI: CJ-I-s-B-07106)    | Tumulii de la Micești - "Țigla veche" / ansamblu anonim (Categorie: descoperire funerară) (Tip: Tumul)                                      | sat Micești, comuna Tureni                | Țigla veche                               |                     |            | 46°37′47″N 23°36′12″E / 46.62982°N 23.60325°E   | Încărcați imagine | Raportați eroare |
| 59808.03.01                              | Așezarea din epoca romană de la Mărtinești - Sub Dealul Bisericii / ansamblu anonim (Categorie: locuire) (Tip: Așezare)                     | sat Mărtinești, comuna Tureni             | Sub Dealul Bisericii                      |                     |            | 46°39′43″N 23°41′04″E / 46.66199°N 23.68446°E   | Încărcați imagine | Raportați eroare |
| 59817.06.01                              | Tumulii de epocă necunoscută de la Micești - Țigla / ansamblu anonim (Categorie: descoperire funerară) (Tip: Tumul)                         | sat Micești, comuna Tureni                | Țigla                                     |                     |            | 46°37′43″N 23°36′15″E / 46.62867°N 23.60419°E   | Încărcați imagine | Raportați eroare |
| 59817.07,01                              | Tumulul de epocă necunoscută de la miclești - Pe Costi / ansamblu anonim (Categorie: descoperire funerară) (Tip: Tumul)                     | sat Micești, comuna Tureni                | Pe Costi                                  |                     |            | 46°37′46″N 23°36′01″E / 46.62938°N 23.60028°E   | Încărcați imagine | Raportați eroare |
| 59817.08.01                              | Tumulii de epocă necunoscută de la Micești - Racoteș / ansamblu anonim (Categorie: descoperire funerară) (Tip: Tumul)                       | sat Micești, comuna Tureni                | Racoteș                                   |                     |            |                                                 | Încărcați imagine | Raportați eroare |
| 59817.09.01                              | Tumulii de epocă necunoscută de la Micești - În Tăblii / ansamblu anonim (Categorie: descoperire funerară) (Tip: Tumul)                     | sat Micești, comuna Tureni                | În Tăblii                                 |                     |            |                                                 | Încărcați imagine | Raportați eroare |
| 59817.10.01                              | Tumulii de epocă necunoscută de la Micești - La Alace / ansamblu anonim (Categorie: descoperire funerară) (Tip: Tumul)                      | sat Micești, comuna Tureni                | La Alace                                  |                     |            |                                                 | Încărcați imagine | Raportați eroare |
| 55286.11.01                              | Necropola din epoca bronzului de la Mihai Viteazu - Biserica reformată / ansamblu anonim (Categorie: descoperire funerară) (Tip: Necropolă) | sat Mihai Viteazu, comuna Mihai Viteazu   | Biserica reformată                        |                     |            | 46°32′24″N 23°44′36″E / 46.53995°N 23.74341°E   | Încărcați imagine | Raportați eroare |
| 58561.06.01                              | Tumulii de epocă necunoscută de la Mintiu Gherlii - Tusllhet / ansamblu anonim (Categorie: mormânt tumular) (Tip: Tumuli)                   | sat Mintiu Gherlii, comuna Mintiu Gherlii | Tuslljet                                  |                     |            | 47°04′04″N 23°56′48″E / 47.06784°N 23.94667°E   | Încărcați imagine | Raportați eroare |